# Encore/Curtains Down
"Encore/Curtains Down" é um single do rapper Eminem, com participações especiais de Dr. Dre e 50 Cent. A música foi lançada oficialmente em 12 de novembro de 2004. Foi também o título da quarta música do álbum Encore, de Eminem, o qual foi lançado no ano seguinte. Foi lançada em parceria com as gravadoras Aftermath e Interscope.
A música foi nomeada para o Grammy Awards de 2006 no quesito "Melhor Performance de Rap por um Duo ou Grupo", mas acabou perdendo para a canção "Don't Phunk with My Heart", do Black Eyed Peas, do Black Eyed Peas.

## Paradas
| Parada (2004)                   | Melhor posição |
| ------------------------------- | -------------- |
| Billboard Hot 100               | 25             |
| Billboard Hot R&B/Hip-Hop Songs | 48             |
| Billboard Hot Rap Tracks        | 20             |
| Billboard Pop 100               | 22             |